# 秀明八千代中学校・高等学校
秀明大学学校教師学部附属秀明八千代中学校・高等学校（しゅうめいだいがくがっこうきょうしがくぶふぞくしゅうめいやちよちゅうがっこう・こうとうがっこう）は、千葉県八千代市にある、中高一貫教育の私立中学校・高等学校。「秀明大学学校教師学部附属」とあるとおり、本校は秀明大学学校教師学部の附属学校となっている。

## 設置コース
特別進学コース
難関国公立・私立大学への進学を目指すコースで1学年に1クラス編成されている。組は1組。
国際英語コース
国際および英語系大学への進学を目指すコースで1学年1クラス編成されている。組は2〜3組。
文理進学コース
1学年4〜5クラス編成されている。組は4～10組。
総合進学コース
1学年4〜6クラス編成されている。組は11～14組。

## 概要
建学の精神
常に真理を追求し、友情を培い、広く社会に貢献する人間形成を目的とする。
校訓「知・技・心」
知とは
知力を充実させて思考力・想像力をつける
技とは
体を使って、技を鍛え、磨く
心とは
豊かな心と強い精神力を持った、調和のとれた人間形成
秀明教育の誓い
・本校は、父母の信頼と期待に応えるような責任を持った教育を行います。
・本校は、生徒一人ひとりの学力到達度に応じた教育を行い、志望する大学に進学できるよう指導します。
・本校は、「知は力なり、知こそ文明の原点である」という教育理念のもとに、正規授業の他に希望により個別指導を行って知力を伸ばし、実力をつける指導をします。
・本校は、正義、寛容、共感、善と悪の判断や感謝の気持ちを養い、「心の学習」を通して豊かな人間性を身につけるようにします。
・本校は、宗教、政治に一切偏らず、常に中立の立場で教育を行います。
秀明大学との連携
・経験値を高める秀明大学での発展学習
大学のスタッフ・教員のサポートによる発展学習は、実践的な思考力を引き出し、生徒の視野を広げるとともに、想像力・創造力を育てます。
・教員養成大学の力で質の高い学校生活を実現
大学の施設・設備を活かした秀明大学の教員による特別授業は、生徒の好奇心を刺激し、学ぶ楽しさを知る機会になっています。また、学校教師学部の学生たちが通常の授業をサポートしています。
秀明大学内部進学制度
秀明大学へは、本校から「内部進学制度」の道が開かれています。この制度で進路が決まった制度は、3年次の2学期に大学の講義を受講し、高校在学中から、大学の学修に備えることができます。学校教師学部・看護学部へは評定平均5段階中4.3以上、総合経営学部・グローバルマネジメント学部(旧・英語情報マネジメント学部)・観光ビジネス学部へは評定平均5段階中2.7以上を満たす必要があります。内部進学制度で進学した場合、秀明大学から奨学金があります。評定基準に満たない場合は、学校推薦公募制などで進学します。
学習指導
・ICT活用
知識基盤社会で必要となるICT活用能力を一人1台のPCを使って育成します。希望で「ICTプロフィシエンシー検定試験(P検)」などの資格取得に力を入れることができます。
・土曜講習と夏期、冬期講習
土曜日、夏休みの10日間(特別進学コースと高校3年生は13日間)、冬休みの5日間の講習では、授業内容の定着と大学入試に向けた準備に取り組みます。
・秀明博士と躍進賞
生徒の意欲を引き出すために、「秀明博士」の制度を設け学習成果たたえています。また、成績を大きく伸ばした生徒には「躍進賞」を贈っています。
・資格取得
各種検定の受験が学習目標の一つです。全生徒が「実用英語技能検定(英検)」と「日本語漢字能力検定(漢検)」「文章読解・作成能力検定」を受験し、大学入試に備えています。
英語教育
・最高の条件で独自の英語教育を実践
これからの国際社会を生き抜くために求められることの一つは、英語・英会話ができることです。"聞く、話す、読む、書く"ことに重点を置き、実際に役立つ英語力を身につけた、真の国際人を育成します。
・精鋭のイギリス人専任教員
本校のイギリス人スタッフは、全員が"英語を母国語としない人々に英語を教える"資格(TESOL)と経験を持った選り抜きのプロ教師です。
・独自のチームティーチング・システム
「チームティーチング・システム」の授業は、主にイギリス人教員が教え、日本人教員がサポートするという、本校独自のシステムで行われています。

## 沿革

### 年表
- 1981年4月 - 秀明八千代中学校開校
- 1983年4月-学校給食開始
- 1984年4月-秀明八千代高等学校開校
- 1988年4月-八千代国際大学開学(現・秀明大学)
- 1988年10月-ケンブリッジ大学及び、ミドルベリー大学と英語教育提携
- 1988年11月-イギリス人教師による英会話授業開始
- 1989年4月 - 中学高校男女共学化
- 1992年11月-チョーサー・カレッジ・カンタベリー開学　イギリス英語研修の拠点となる
- 2008年1月-スポーツセンター完成
- 2015年4月 - 秀明八千代中学校を「秀明大学学校教師学部附属秀明八千代中学校」と改称し、秀明大学学校教師学部の附属中学校となる。
- 2018年4月 - 秀明八千代高等学校を「秀明大学学校教師学部附属秀明八千代高等学校」と改称し、秀明大学学校教師学部の附属高等学校となる。
- 2021年4月-中学校校舎リニューアル、CAREEA STUDY CENTER設置
- 2022年4月-高等学校校舎トイレ改修工事完了
- 2024年8月-各教室天井にサーキュレーター設置
- 2025年1月-中学校校舎、高等学校校舎、スポーツセンター全てのトイレを温水洗浄便座に変更
- 2025年4月-高等学校校舎外壁改修工事完了

## 著名な出身者
- 伊藤真 - プロ野球選手
- 佐藤寛之 - 光GENJIメンバー、中退
- DELI - ラッパー、政治家
- 三上実穂 - プロ野球選手
- 鎌田乃愛 - プロ野球選手
- 吉谷彩子 - 女優
- 清水隆行 - 写真家

## 関連施設
- 秀明大学
- 秀明中学校・高等学校
- 秀明英光高等学校
- Chaucer College Canterbury  CCC秀明カンタベリー大学（イギリス、ケント州カンタベリー）
- 秀明学園東京本部（東京都千代田区御茶ノ水）